# Israël Producten Centrum
Het Israël Producten Centrum of IPC is een Nederlandse importeur van Israëlische producten uiteenlopend van wijnen tot cosmetica.

## Geschiedenis
De geschiedenis van IPC hangt nauw samen met die van Christenen voor Israël, beide werden opgericht in 1980 als IP80. De oprichter, zakenman Karel van Oordt, reageerde hiermee op de in 1980 uitgeroepen economische boycot over Israël. De Arabische landen hadden een verbod uitgevaardigd om handel te drijven met Israël op straffe van gepaste tegenmaatregelen. Samen met enkele andere zakenlieden besloot de zionistisch opgevoede Van Oordt om ondanks de boycot de Israëlische economie te blijven steunen. De handel begon kleinschalig maar groeide samen met de stichting vrij snel. Ondanks de groei stopten de zakenlieden met uitzondering van Karel van Oordt.
In 1981 werd IP80 opgesplitst in de non-profit stichting Christenen voor Israël en de commerciële tak Israël Producten Centrum. Onder leiding van Karel van Oordt werden er producten rechtstreeks uit Israël geïmporteerd en in Nederland door middel van consulentes doorverkocht. Bedrijf en stichting waren toen ondergebracht in een pand in Bunschoten-Spakenburg. Door de groei verhuisden ze later naar het huidige Israël Centrum in Nijkerk.
De in het Israël Centrum gevestigde winkel draait een omzet van ± 1,5 miljoen euro per jaar. De totale omzet ligt hoger.
In oktober 2017 is het IPC, samen met het Israëlcentrum van Christenen voor Israël, verhuisd naar een nieuw en ruimer pand in Nijkerk.

## Prijs
IPC kreeg op 22 januari 2009 de Kachol-Lavan-Award uitgereikt. Toenmalig premier Ehud Olmert overhandigde de prijs in Tel Aviv aan oprichter Karel van Oordt, Roger van Oordt, Roger van Oordt junior en Pieter van Oordt. Op de grote bijeenkomst in Tel Aviv waren behalve 150 fabrikanten ook veel politici aanwezig, waaronder Benjamin Netanyahu, Tzipi Livni en Ehud Barak.
De Kachol-Lavan-Award (Blauw-Wit-prijs) is een initiatief van organisaties van Israëlische fabrikanten (Manufacturers Association of Israël) en wordt elk jaar uitgereikt aan Israëlische bedrijven die belangrijk zijn voor de export vanuit Israël. De initiatiefnemers vinden export erg belangrijk voor de werkgelegenheid in Israël. De prijs ging voor het eerst in de geschiedenis naar een niet-Israëlisch bedrijf.